# Ardeutica spumosa
Ardeutica spumosa es una especie de polilla de la familia Tortricidae. Se encuentra en Perú.